# Llano Grande (Texas)

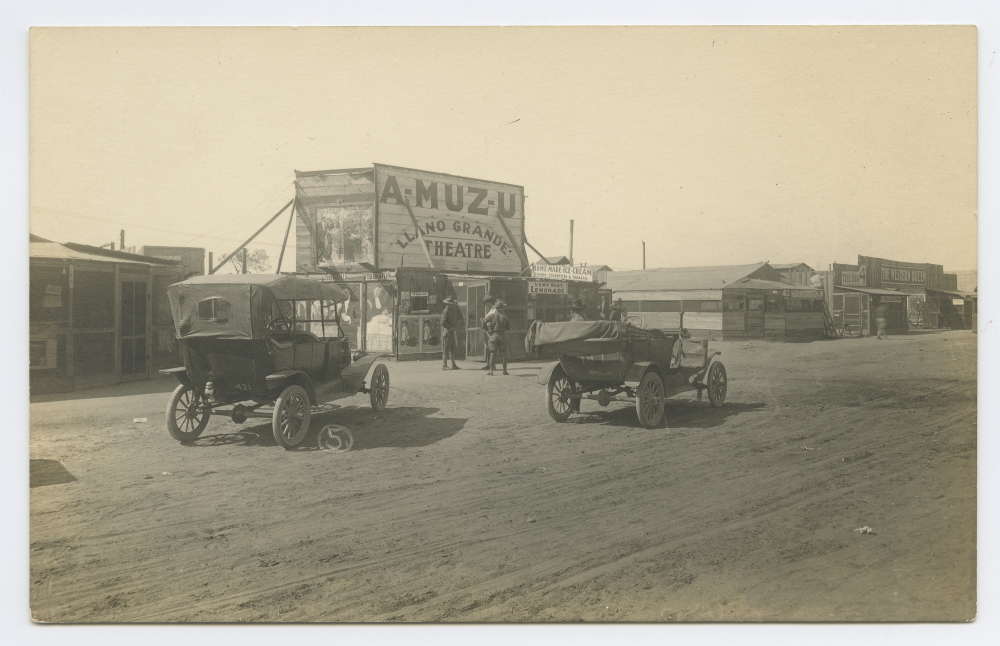
Théâtre A-MUZ-U 1916

Pour les articles homonymes, voir Llano Grande.
Llano Grande est une census-designated place située dans le comté de Hidalgo, dans l’État du Texas, aux États-Unis. Sa population s’élevait à 3 008 habitants lors du recensement de 2010.